# Garde-Pionier-Bataillon
Das Garde-Pionier-Bataillon war ein Pionier-Bataillon der Preußischen Armee. Es unterstand dem Gardekorps bzw. der 1. Pionier-Inspektion.

## Vorgeschichte
Eine Garde ist sowohl eine Leibwache der Herrschenden als auch „diejenige Heeresabtheilung, welche durch Auswahl der Mannschaften und bessere Ausrüstung bestimmt ist, eine musterhafte Kerntruppe zu bilden. Sie ist gewöhnlich in den Hauptstädten concentriert und durch glänzendere Uniformen und andere Vorzüge ausgezeichnet.“ – Nachdem Ludwig XIV. von Frankreich die Garden als repräsentative Bewacher (garder = schützen, bewachen, hüten) etabliert hatte, fand dies viele Nachahmer in anderen europäischen Ländern, so auch in Preußen unter Friedrich I., aber vor allem unter Friedrich dem Großen.
Dementsprechend war die Kleidung der preußischen Garde-Pioniere repräsentativ, die Offiziere hatten reichlich goldgeschmückte Pickelhauben und Parade-Uniformen. Erhaltene Gegenstände aus dem Garde-Pionier-Bataillon wie zinnerne Krüge, Briefverschlüsse, Faschinenmesser finden sich als begehrte Sammlerobjekte im Internet.
Das Garde-Pionier-Bataillon Berlin ist um 1810 durch personelle Aufstockung aus der bestehenden Pionierabteilung der Garnison Berlin gebildet worden und hatte eine Stärke von rund 600 Mann.

## Formationsgeschichte

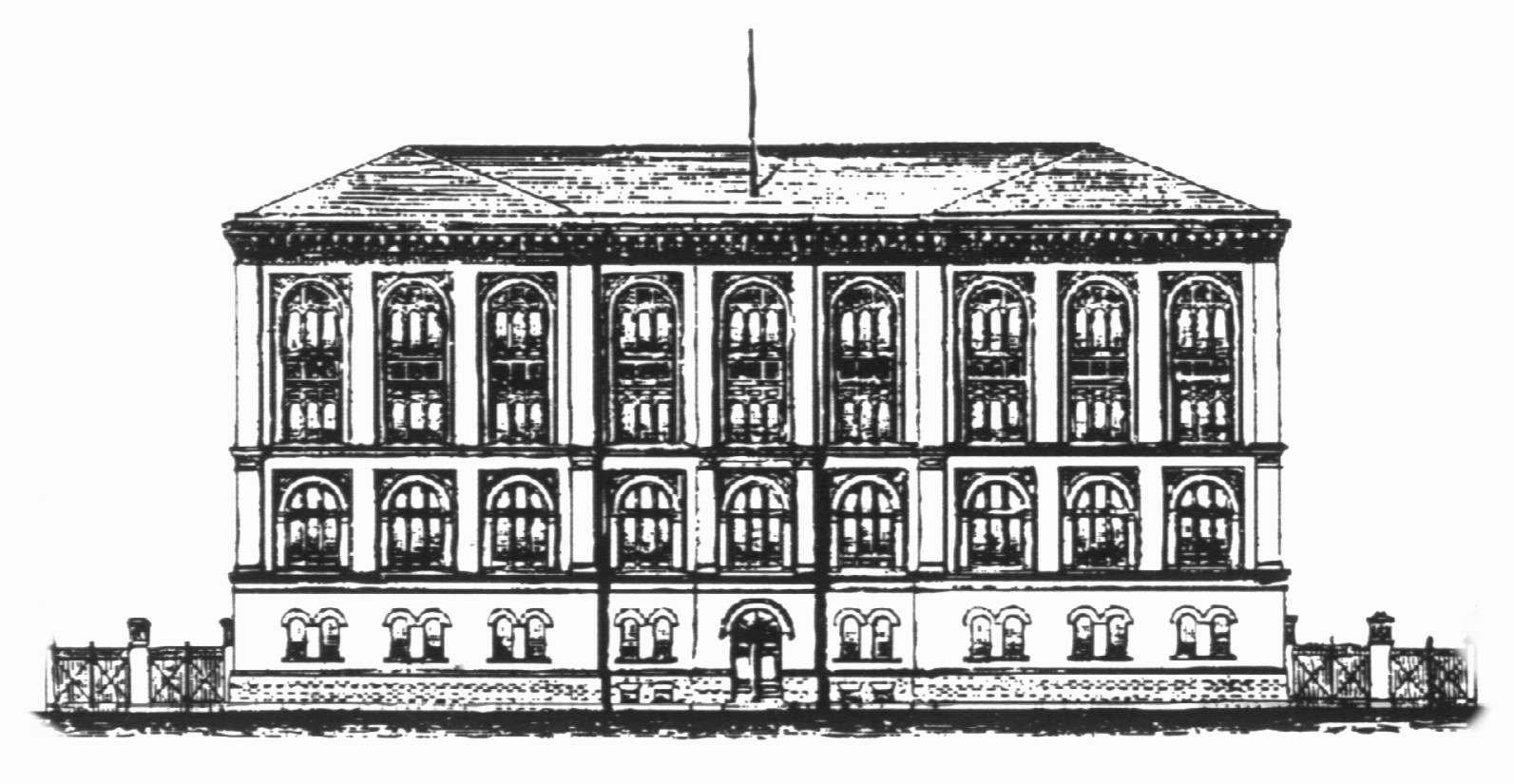
Garde-Pionier-Kaserne (1896)

- Durch A.K.O. am 12. Februar 1810: aus Resten der ehemaligen Pontoniere, von Mineurkommandos in Spandau, Cosel, Neiße und aus Ranzionierten als Märkisch-Pommerische Pionier-Kompanie gebildet.
- 1812: Die Kompanie wurde zum Stamm der 2. Feld-Pionier Kompanie.
- 4. März 1813: Die Kompanie (inzwischen als Brandenburgisch-Pommerische oder Brandenburgische Festungs-Pionier-Kompanie bezeichnet) stellte die 5. Feld-Pionier-Kompanie (die Nr. 5 erhielt diese Einheit erst am 2. August 1813) und die Pommerische Festungs-Pionier-Kompanie (28. Dezember 1813) auf.
- 27. März 1816: Neuordnung, die Kompanie wurde mit der 5. Feld-Pionier-Kompanie zur Garde-Pionier-Abteilung vereinigt (Verbleib der anderen Kompanien siehe jetzige Pionier-Bataillone Nr. 2 und Nr. 8).
- 1832: Aufstellung einer Sektion Mariniers, die 1850 an die Marine abgegeben wurde.
- 28. Juli 1859: Errichtung einer 3. Kompanie.
- 1. April 1861: Errichtung einer 4. Kompanie.
- 1. April 1887: Errichtung einer 5. (Versuchs-)Kompanie.
- 1. Oktober 1899: Die 5. Kompanie wurde an das Telegraphen-Bataillon Nr. 1 abgegeben.

## Namensgebung
- bis 1816: siehe oben unter Formationsgeschichte.
- 27. März 1816: Garde-Pionier-Abteilung
- 04. Juli 1860: Garde-Pionier-Bataillon

## Standorte
| Datum     | Standorte |
| --------- | --- |
| 1810      | Festung Berlin |
| 1811–1813 | Kolberg, siehe auch Belagerung Kolbergs 1807                                                                                           |
| 1815–1816 | Die Feld-Kompanie bei der Okkupations-Armee in Frankreich, die Festungs-Kompanie in der Festung Stettin, Festung Magdeburg und Cölln   |
| 1816      | Die Feld-Kompanie in der Festung Ehrenbreitstein                                                                                       |
| 1816–1820 | Berlin, Festung Spandau, Festung Stettin, Festung Küstrin                                                                              |
| ab 1820   | Berlin-Kreuzberg, Köpenicker Straße 11–15. Die vierstöckige Kaserne wurde im Zweiten Weltkrieg zerstört, die Trümmer später beseitigt. |

## Uniform

Garde-Pioniere (1835)

### Allgemeine Beschreibung
In Preußen wurden von den Mineuren und Pontonieren anfänglich dunkelblaue Uniformen mit orangen Rock- und Ärmelaufschlägen getragen. 1788 erhielten die Ingenieure schwarze Kragen, Rockklappen, Ärmelaufschläge und Unterfutter. 1798 wurde das gesamte preußische Pontonierkorps so ausgestattet. Ab 1808 trugen die Pioniere die Uniform der Fuß-Kompanien der Artillerie: schwarze Kragen, schwarze (sogenannte schwedische) Aufschläge und schwarze Achselklappen, jedoch mit weißen Knöpfen und schwarzem Lederzeug. Die Achselklappen blieben bis 1830 schwarz mit rotem Vorstoß und wurden dann ponçeaurot. Wenn man von den üblichen Änderungen im Zeitgeschmack absieht, blieb die Uniform dann bis 1914 unverändert. Bei Paraden waren die Pioniere formiert und ausgerüstet wie die Infanterie, trugen also außer den Württembergern weiße Hosen und hatten Gewehr, Patronentaschen und Tornister. Ihre Auftritte wurden von Hoboisten (nur im Signalblasen ausgebildete Leute), die evtl. Schwalbennester anhakten, begleitet.

### Garde-Pionier-Bataillon
Unteroffiziere und MannschaftenHelm: Gardeadler mit Stern, gelbe Schuppenketten, schwarzer Busch
Waffenrock: Weiße Litzen mit schwarzen Spiegeln, Achselklappen ohne Abzeichen
Mantel und Litewka: Litzen auf den Kragenpatten
UnteroffiziereGemusterte silberne Tressen
Hoboistenan den mit der gleichen Tresse besetzten Schwalbennestern gab es kurze silberne Fransen
HornistenSchwalbennester mit weißer Borte und lange Wollfransen
Offizierebesaßen dieselbe Uniform wie die der Linie, jedoch am Helm den Gardeadler mit Stern, Busch, und in den hinteren Ecken der Paradedecke einen Stern

## Kommandeure
| Dienstgrad                  | Name                               | Dienst                                                        |
| --------------------------- | ---------------------------------- | ------------------------------------------------------------- |
| Oberst                      | Johann von Krohn                   | 20. April 1816 bis 2. April 1820 (mit der Führung beauftragt) |
| Kapitän                     | Adolf Snethlage                    | 27. Mai 1820                                                  |
| Major                       | Joseph Hesse von Hessenthal        | 29. April 1831                                                |
| Major                       | Friedrich von Studnitz             | 18. April 1837                                                |
| Major                       | Julius von Mebes                   | 03. Juni 1841                                                 |
| Major                       | Karl Seeling                       | 26. Februar 1846                                              |
| Major                       | Eduard Burchardt                   | 29. August 1848                                               |
| Major                       | Albert Theodor Erich               | 30. September 1851                                            |
| Major                       | Julius von Engelbrecht             | 01. Oktober 1853                                              |
| Major/Oberstleutnant        | Carl von Keiser                    | 23. Oktober 1855                                              |
|                             | Thassilo Rückert gen. Burchardi    | 05. Juni 1858                                                 |
| Major/Oberstleutnant/Oberst | Ernst von Braun                    | 08. Februar 1861 bis 16. Mai 1867                             |
| Major/Oberstleutnant        | Oskar Bogun von Wangenheim         | 17. Juni 1867 bis 10. Dezember 1870                           |
|                             | Alfred von Krause                  | 15. Juli 1871                                                 |
|                             | Hans von Bock                      | 18. Mai 1876                                                  |
|                             | Wilhelm von Kleist                 | 15. April 1882                                                |
| Major/Oberstleutnant        | Conrad Schubert                    | 19. November 1889 bis 26. Januar 1895                         |
| Major                       | Friedrich von Ammon                | 27. Januar 1895                                               |
| Major/Oberstleutnant        | Hermann Buek                       | 18. August 1897                                               |
| Major                       | Ernst von Reppert                  | 19. Juni 1902                                                 |
| Major/Oberstleutnant        | Albert Stechow                     | 18. Oktober 1903                                              |
| Major/Oberstleutnant        | Siegfried von Held                 | 18. Mai 1908                                                  |
| Major/Oberstleutnant        | Ernst Nigmann                      | 18. Oktober 1912                                              |
| Oberstleutnant              | Hugo von Sommerfeld und Falkenhayn | 13. November 1915                                             |
| Major                       | Friedrich Lindow                   | 07. April 1918                                                |
| Major                       | Conrad Esche                       | 08. März 1919                                                 |

## Bedeutende Bataillonsangehörige
Als Bauleiter für das Blockhaus Nikolskoë und die Alexandrowka gilt Adolf Snethlage von der Garde-Pionier-Abteilung.
Der spätere General Bruno von Mudra aus Muskau begann 1870 seine militärische Laufbahn als Fahnenjunker im Bataillon. Im Jahre 1913 wurde er in den erblichen preußischen Adelsstand erhoben, 1914 erhielt er den Pour le Mérite in Anerkennung seiner Verdienste um das Pionierwesen und seiner Leistungen im Ersten Weltkrieg. Zuletzt war er Oberbefehlshaber der 17. Armee. Mudra wurde Ehrenbürger seiner Geburtsstadt und Namensgeber von Kasernen der Bundeswehr in Köln und Mainz.
Der Ingenieur Adolf Zoeppritz (1855–1939) aus Garmisch leistete von 1875 bis 1876 den Dienst als Einjährig-Freiwilliger im Bataillon und legte hier das Offiziersexamen ab. Danach arbeitete er erfolgreich als Ingenieur in Davos und Garmisch, wo er unter anderem 1910 die Bobbahn entwarf, auf der im Jahre 1936 während der Olympischen Winterspiele 1936 die Bobwettbewerbe ausgetragen wurden. Aufgrund seiner vielfältigen Aktivitäten, auch auf dem Gebiet des Alpinismus, wurde Zoeppritz 1925 zum Ehrenbürger von Garmisch ernannt und die seit 1905 bestehende Hochstraße in Adolf-Zoeppritz-Straße umbenannt.

## Literatur

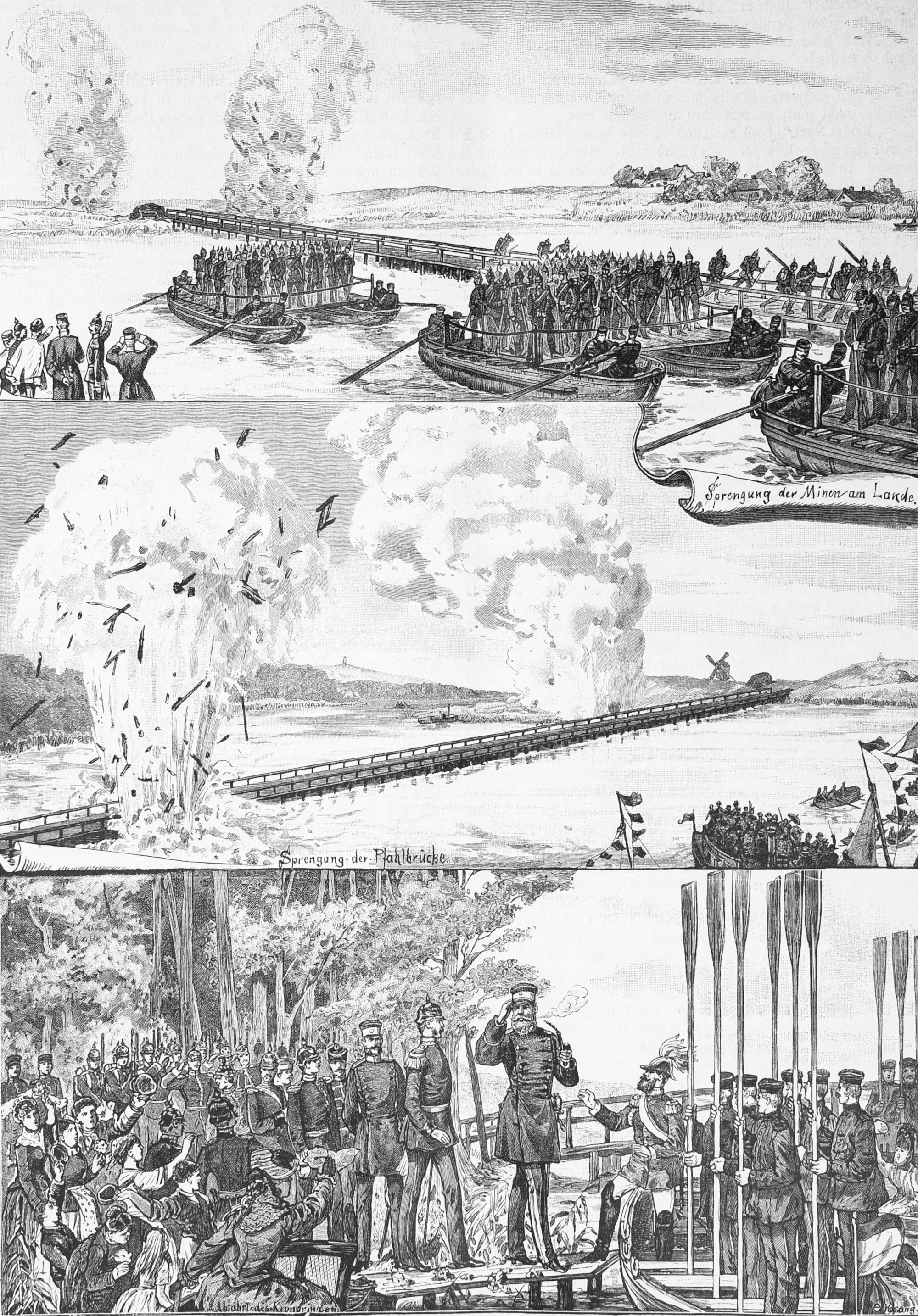
Übung des Garde-Pionier-Bataillons vor dem Kronprinzen bei Wernsdorf, Die Gartenlaube, 1886, S. 605.